# Grafos pangenómicos

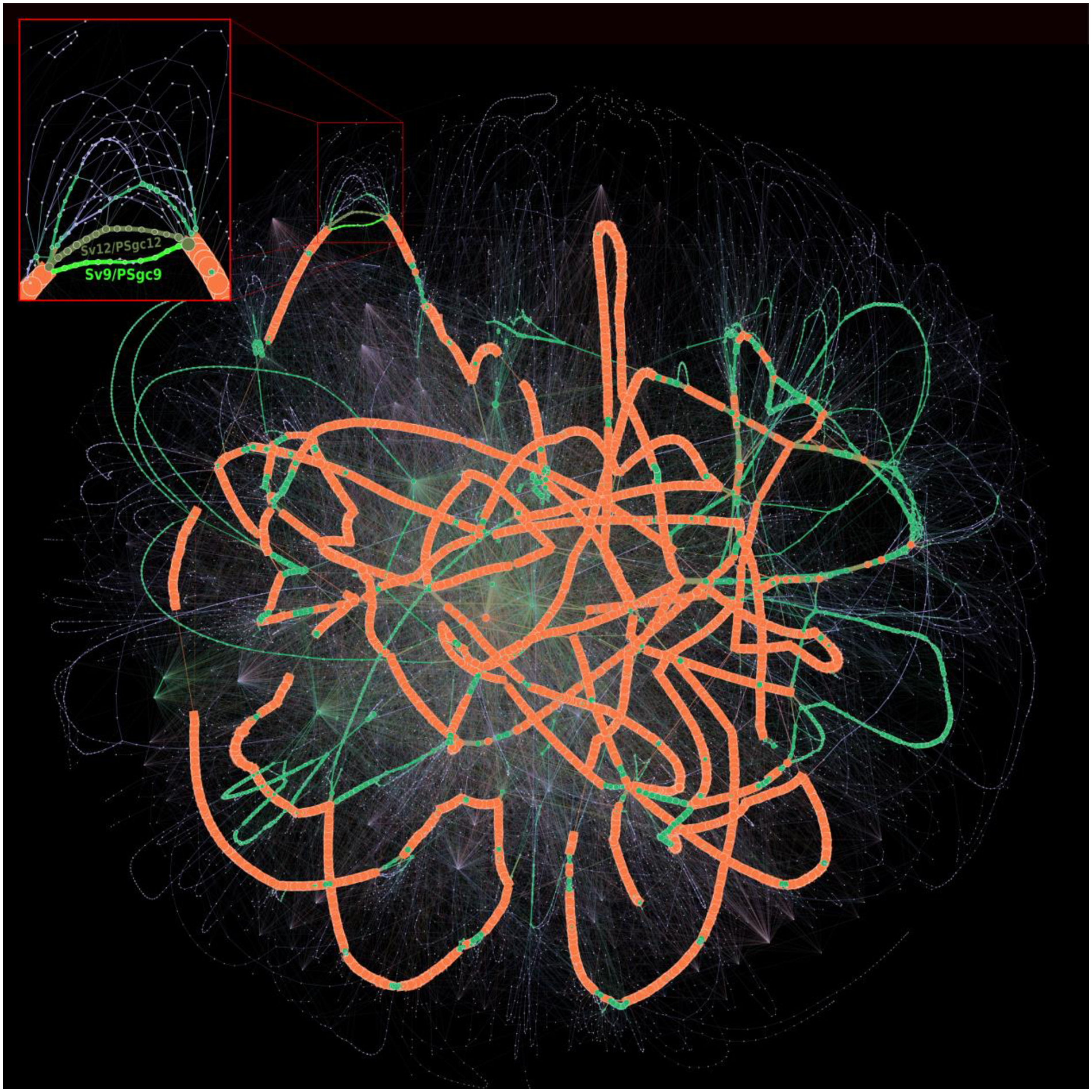
Grafo pangenómico de 3117 genomas de Acinetobacter baumannii generado con el software PPanGGOLiN. Los bordes corresponden a la colocalización genómica y los nodos corresponden a los genes. El grosor de los bordes es proporcional al número de genomas que comparten ese vínculo. Los bordes entre los nodos persistentes (similares a los genes centrales), de la capa y de la nube están coloreados en naranja, verde y azul, respectivamente.

En el campo de estudio del pangenoma, un grafo pangenómico es una representación gráfica computacional capaz de integrar la variabilidad genética de un conjunto de genomas en un único modelo gráfico. Los datos pueden provenir de genomas de organismos dentro de una especie o de especies relacionadas.
A diferencia de un genoma de referencia tradicional, como puede ser el caso de GRCh38 o de su ensamblaje más completo T2T-CHM13, el grafo pangenómico permite representar de forma más precisa las variantes estructurales (SVs), tales como inserciones, deleciones, duplicaciones e inversiones. Estas variaciones no pueden representarse de manera parecida mediante el uso de referenciales lineales.

## Componentes del Grafo Pangenómico
1. Nodos: Representación de las secuencias genéticas (por ejemplo, fragmentos de ADN, genes o regiones del genoma). Cada nodo puede ser común a muchos genomas, sin embargo, puede representar variaciones específicas que aparecen en individuos distintos.
2. Aristas (o conexiones): Conexión entre los nodos donde se representan las diferentes relaciones de las secuencias genéticas. Indican posiciones relacionadas dentro de diferentes genomas, considerando las variantes.
3. Variantes genéticas: pueden ser polimorfismos de un solo nucleótido (SNPs), inserciones, deleciones, etc.

El gráfico pangenómico permitirá la modelación de las variaciones en la secuencia del ADN que existen entre los diferentes genomas representados.

## Propósito y Uso

### Propósito
El propósito principal de un grafo pangenómico es mejorar la comprensión y la representación de la diversidad genética dentro de una población o especie. Al usar un grafo, en lugar de una única secuencia de referencia, los científicos pueden representar de forma más precisa las diferencias entre genomas y facilitar tareas como:
- Análisis de variantes genéticas: Se pueden identificar variantes genéticas de una forma más eficiente, porque las relaciones entre secuencias están explícitamente modeladas en el grafo.
- Mejoras en el alineamiento de genomas: Las herramientas tradicionales de alineamiento de genomas, que se basan en una secuencia de referencia, tienen dificultades cuando se enfrentan a variaciones extensas. Los grafos pangenómicos permiten realizar alineamientos que consideran todas las variantes genéticas posibles.
- Estudio de la evolución genética: Ayudan a comprender cómo se han generado las variaciones genéticas dentro de una especie, lo que puede ser útil en estudios evolutivos y de adaptación.

En resumen, el grafo pangenómico es una herramienta poderosa para representar y analizar la variabilidad genética a través de múltiples genomas de una especie, mejorando los estudios sobre genética comparativa, evolución, y variantes genéticas.

### Uso y aplicaciones

#### Metodología[1]
La construcción de grafos pangenómicos implica:
1. Secuenciación de alta fidelidad (HiFi): Proporciona lecturas largas y precisas.
2. Herramientas bioinformáticas: Software como Minigraph permite añadir genomas al grafo progresivamente, identificando nodos y rutas que representan nuevas variantes.
3. Validación: Herramientas como Flagger aseguran la precisión de las variantes detectadas.

#### Resultados Clave
En un estudio reciente (Nature Communications, 2024), se utilizó un grafo pangenómico para analizar 668 genomas humanos. 
Este análisis reveló:
- 631,400 alelos distintos en 178,188 loci polimórficos.
- Identificación de variantes raras, como una deleción en el gen KMT2E.

## Aplicaciones
1. Medicina personalizada: Diagnóstico de enfermedades genéticas raras.
2. Genómica poblacional: Análisis de diversidad genética.
3. Estudios evolutivos: Comprensión de patrones de evolución genética.